# فرقة بحرية الولايات المتحدة
فرقة بحرية الولايات المتحدة (بالإنجليزية: United States Navy Band)‏ منظمة موسيقية رسمية للبحرية الأمريكية منذ عام 1925. تخدم الاحتياجات الاحتفالية في مقر الحكومة، وتؤدي النشيد الوطني في حفل التنصيب الرئاسي، والزيارات الرسمية، والجنازات الرسمية، ووجبات العشاء الرسمية، وغيرها من الأحداث. وتؤدي الفرقة أنماطاً وأنواعاً مختلفة من الموسيقى، مثل الموسيقى الكلاسيكية، وموسيقى الروك، وموسيقى الجاز، وموسيقى الكانتري. يقع مقرها في واشنطن نافي يارد [الإنجليزية] في واشنطن العاصمة.

## معرض
- فرقة بحرية الولايات المتحدة تتدرب على عزف النشيد الوطني العراقي (موطني).